# 沙陂镇
沙陂镇，是中华人民共和国广西壮族自治区玉林市博白县下辖的一个乡镇级行政单位。

## 行政区划
沙陂镇下辖以下地区：
那新村、南圹村、沙陂村、良村、浪车村、荣飘村、八壁村和飞洋村。